# Braselton
Braselton é uma cidade  localizada no estado americano de Geórgia, no Condado de Barrow e Condado de Gwinnett e Condado de Hall  e Condado de Jackson.

## Demografia
Segundo o censo americano de 2000, a sua população era de 1206 habitantes.
Em 2006, foi estimada uma população de 2573, um aumento de 1367 (113.3%).

## Geografia
De acordo com o United States Census Bureau tem uma área de 
18,7 km², dos quais 18,7 km² cobertos por terra e 0,0 km² cobertos por água.

## Localidades na vizinhança
O diagrama seguinte representa as localidades num raio de 16 km ao redor de Braselton. 